# Мария I (сеньора Бискайи)
Мария Диас I де Аро (Мария ла Буэна или Добрая) (исп. María Díaz de Haro; 1270—1342) — испанская аристократка из дома Аро, сеньора Бискайи (1289—1295, 1310—1322, 1326—1334). Вела длительную борьбу за Бискайскую сеньорию со своим дядей, Диего Лопесом V де Аро.

## Биография
Мария была дочерью Лопе Диаса III де Аро (?-1288), сеньора Бискайи (1254—1288), и Хуаны Альфонсо де Молины. По отцовской линии она была внучкой Диего Лопеса II де Аро (?-1254) и Констанции де Беарн. Братом Марии был Диего Лопес IV де Аро (?-1289), сеньор Бискайи в 1288—1289 годах. Мария была правнучкой короля Леона Альфонсо IX.
В 1287 году Мария Диас де Аро вышла замуж за инфанта Хуана Кастильского (1262—1319), сеньора де Валенсия де Кампос, сына короля Кастилии Альфонсо X Мудрого и Виоланты Арагонской. 8 июня 1288 года её отец был убит в Альфаро по приказу короля Кастилии Санчо IV. Муж Марии, Хуан Кастильский, который был также младшим братом Санчо IV и одним из инфантов Кастильского королевства, также присутствовал во время этого эпизода и был заключен в тюрьму за свою роль в этом деле.
Титул сеньора Бискайи в 1288 году перешел к Диего Лопесу IV де Аро, первенцу Лопе Диаса III, который был вовлечен в свои в борьбу со сторонниками нового короля Кастилии Фердинанда IV. Эти споры были вызваны его поддержкой инфанта Альфонсо де ла Серды (второго сына Санчо IV) в качестве короля Кастилии, в то время как другие все еще поддерживали инфанта Санчо.
В 1289 году после смерти Диего Лопеса IV де Аро, не оставившего после себя наследников, его сестра Мария Диас де Аро в первый раз унаследовала титул сеньоры Бискайи.
25 апреля 1295 года скончался король Кастилии Санчо IV, на королевский трон вступил его старший сын Фердинанд IV, которому в то время было всего девять лет. Это привело к длительному периоду нестабильности в королевстве и при кастильском дворе. В течение этого периода королевством де-факто управляла Мария де Молина, мать и регентша молодого Фердинанда IV. Этой ситуацией воспользовался дядя Марии Диас де Аро, Диего Лопес V де Аро (ок. 1250—1310), который при поддержке короля Арагона Хайме II оккупировал Бискайскую сеньорию и присвоил себе титул сеньора, похитив его у Марии и её мужа, инфанта Хуана Кастильского.
Диего Лопес V де Аро смог захватить сеньорию в значительной степени из-за того, что муж Марии, инфант Хуан Кастильский, находился в тюрьме за преступления, связанные с дедом её отца против короля Кастилии Санчо IV. Освободившись из заключения, Хуан Кастильский попытался восстановить контроль над Бискайей. Сначала он потерпел неудачу и вместе с другими недовольными вельможами в королевстве вступил в борьбу против королевы-регентши Марии де Молины и её сторонника, Диего Лопеса V де Аро.
В конце концов Хуан и Мария смогли получить от папы римского законное право на титулы сеньора и сеньоры Бискайи. В 1307 году Диего Лопес V де Аро вынужден был признать свою племянницу Марию законной наследницей сеньории и попросил её после своей смерти принять титул сеньоры Бискайи.
В январе 1310 года Диего Лопес V де Аро, находясь при короле Фердинанде IV во время военной кампании против Гранадского королевства, скончался при осаде Альхесираса. После смерти дяди Мария Диас де Аро вторично стала носить титул сеньоры Бискайи. Но теперь Мария вынуждена была начать борьбу со своим двоюродным братом, Лопе Диасом IV де Аро (?-1322), сеньором де Ордунья и Вальмаседа, сыном покойного Диего Лопеса V де Аро. Лопе Диас IV рассчитывал на поддержку со стороны короля Кастилии Фердинанда IV, которому верно служил его отец, и на то, что дядя короля и муж Марии, инфант Хуан Кастильский, постоянно враждовал с короной.
Лопе Диас IV де Аро в конечном счете потерпел неудачу в своих попытках лишить свою кузину Марию её владений и титула из-за вмешательства при кастильском дворе королевы-матери Марии де Молины. В результате Мария Диас I осталась в качестве сеньоры Бискайи и главы дома Аро.
В сентябре 1312 года король Кастилии Фердинанд IV скончался, оставив регентами королевства инфанта Хуана, мужа Марии, и своего младшего брата, инфанта Педро Кастильского. Хуан попытался взять Гранаду, но потерпел неудачу. Кастильские войска были вынуждены отступить примерно в 15 километрах от города Серро-де-лос-Инфантес. Во время сражения с маврами инфант Педро Кастильский был убит вместе с Хуаном Кастильским (26 июня 1319 года).
При Марии Диас де Аро в Бискайи были основаны города Португалете (1322), Лекейтио (1325) и Ондарроа (1327).
В 1322 году она основала доминиканский монастырь Валенсия-де-Дон-Хуан. Мария поселилась в Пералесе, где в том же году отказалась от власти в сеньории Бискайя в пользу своего сына Хуана де Аро Одноглазого.
Хуан де Аро стремился расширить влияние сеньории Бискайя, заключив брак с племянницей короля Арагона. Дон Хуан Мануэль, опасаясь действий Хуана де Аро, подал жалобу королю Кастилии Альфонсо XI, который в 1326 году приказал убить Хуана. После гибели сына Мария де Аро вынуждена была в третий раз возглавить Бискайю.
Сразу после убийства Хуана, сына Марии, король Кастилии Альфонсо XI попытался купить права на Бискайскую сеньорию, но безуспешно, так как разгневанная Мария де Аро отказалась этот делать. В 1334 году Мария де Аро отреклась от титула во второй раз, на этот раз в пользу своей внучки, Марии Диас II де Аро, дочери её сына Хуана де Аро и его жены Изабеллы Португальской. Молодая Мария Диас II в 1331 году вышла замуж за Хуана Нуньеса IV де Лара, и эти двое будут править Бискайей от имени Марии Диас II.
Мария I Диас де Аро скончалась 3 октября 1342 года от старости.

## Семья
От брака с инфантом Хуаном Кастильским у Марии родились следующие дети:
- Хуан де Аро (? — 1326) — унаследовал все владения матери и отца, женился на Изабель де Португаль и Мануэль (1292—1324/1325), дочери инфанта Альфонсо Португальского и внучке короля Португалии Афонсу III. Убит в Торо в 1326 году по приказу короля Кастилии Альфонсо XI.
- Лопе Диас де Аро (? — 1295), умер в детстве.
- Мария Диас де Аро (? — 1299), супруг — Хуан Нуньес II де Лара эль-Менор (ок. 1275—1315), глава дома Лара. Умерла, не оставив потомства.